# 加藤高蔵
加藤 高蔵（高藏、かとう たかぞう、1908年（明治41年）10月12日 - 1968年（昭和43年）7月13日）は、昭和期の酒造家、政治家。衆議院議員（7期）。

## 経歴
茨城県東茨城郡吉田村（現水戸市元吉田町）で、酒醸業・加藤鉄之介の長男として生まれる。水戸工業学校（現茨城県立水戸工業高等学校）を経て、1931年（昭和6年）明治学院高等商業部（現明治学院大学）を卒業した。家業を継いで、茨城県酒造組合連合会長、明利酒類取締役社長などを務めた。
1942年（昭和17年）吉田村長に就任し、その後再選され、1946年（昭和21年）4月の第22回衆議院議員総選挙に茨城県選挙区から日本進歩党公認で出馬して初当選。1947年（昭和22年）戦時中の翼賛壮年団長の経歴により公職追放となった。
1948年（昭和23年）東茨城連合青年団長に就任し、その他、社会人野球団会長、茨城県陸連理事長なども務めた。
公職追放解除後、1952年（昭和27年）10月、第25回総選挙に茨城県第1区から改進党公認で出馬して再選された。以後、第30回総選挙まで連続6回再選され、衆議院議員に通算7期在任した。この間、改進党党務副委員長、同会計監督、同副幹事長、第1次鳩山一郎内閣・行政管理政務次官、畑地農業改良促進対策審議会長、衆議院建設委員長、同石炭対策特別委員長、自由民主党総務、同党（初代）茨城県支部連合会長（6期6年在任）、同党全国組織委員会副委員長、同副幹事長、日本ウエイトリフティング協会長などを務めた。1960年（昭和35年）1月、新安保条約調印式派遣議員団員として渡米した。
1967年（昭和42年）1月の第31回総選挙では次点で落選し、翌年7月に急死した。死没日をもって勲二等瑞宝章追贈、正四位に叙される。

## 親族
- 三女 狩野安（参議院議員）[4]